# Bajo Aragón-Caspe

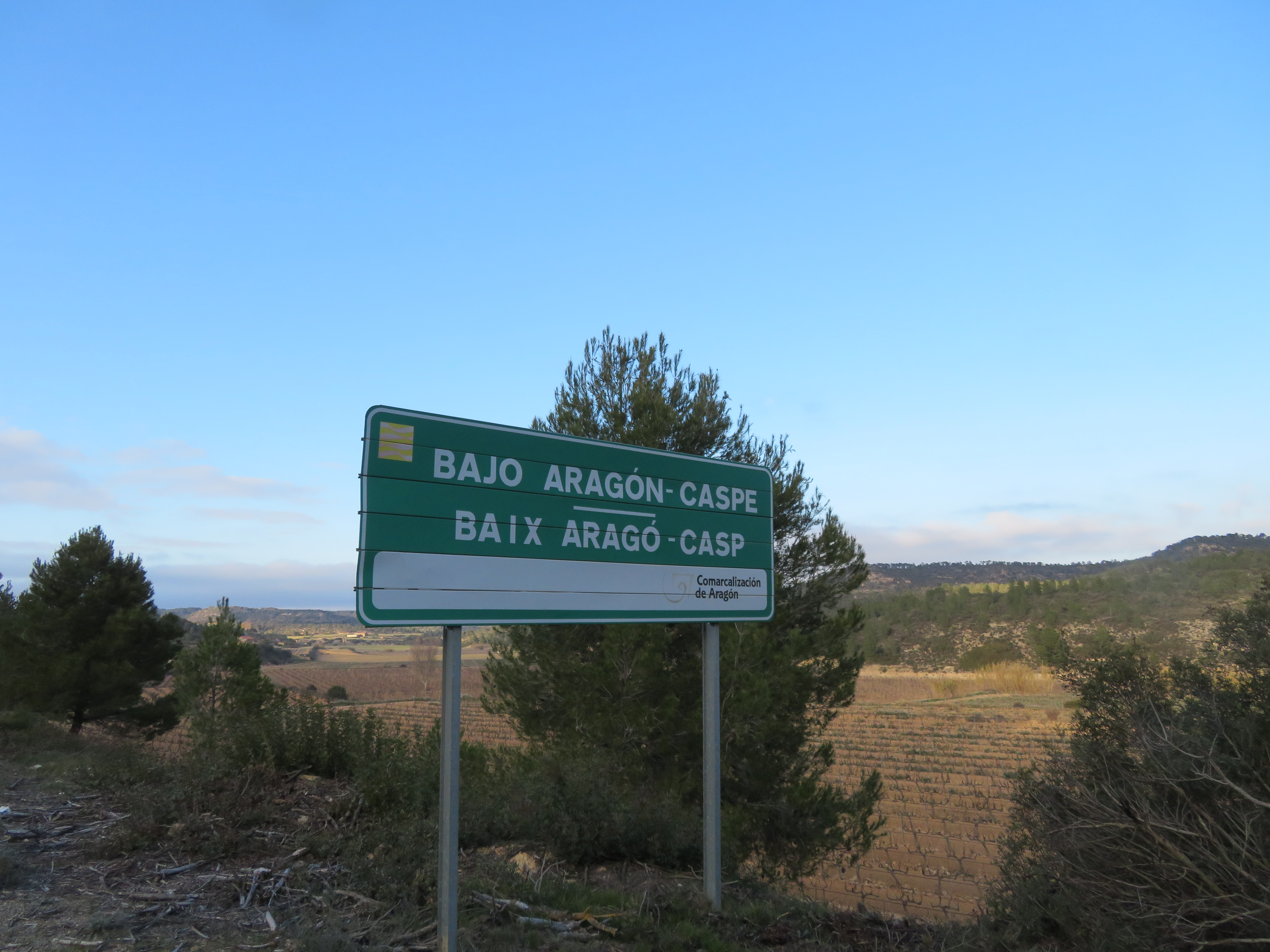
Bajo Aragón-Caspe/Baix Aragó-Casp

Il Bajo Aragón-Caspe (in aragonese: Baxo Aragón-Caspe; in catalano: Baix Aragó-Casp) è una delle 33 comarche dell'Aragona, con una popolazione di 12 604 abitanti; suo capoluogo è Caspe.
Amministrativamente fa parte della provincia di Saragozza, che comprende 17 comarche.